# یاماشه
یاماشه (به لاتین: Jamasze) یک روستا در لهستان است که در گمینا کرنکی واقع شده‌است.